# Trind spretmossa
Trind spretmossa (Herzogiella striatella) är en bladmossart som beskrevs av Iwatsuki 1970. Enligt Catalogue of Life ingår Trind spretmossa i släktet spretmossor och familjen Hypnaceae, men enligt Dyntaxa är tillhörigheten istället släktet spretmossor och familjen Plagiotheciaceae. Arten är reproducerande i Sverige. Inga underarter finns listade i Catalogue of Life.